# Skradzione ciało
Skradzione ciało (tyt. oryg. The Stolen Body) – opowiadanie science fiction autorstwa H. G. Wellsa, które pierwotnie zostało opublikowane w "The Strand Magazine" (listopad 1898), a następnie w Twelve Stories and a Dream (1903) i Tales of the Unexpected (1924); było później przedrukowywane w wielu zbiorach i antologiach. Na język polski opowiadanie przełożył 1927 Witold Kindler.

## Streszczenie fabuły
Bohaterami opowiadania jest para przypadkowych badaczy zjawisk paranormalnych, którzy eksperymentują z ideą projekcji astralnej. Pewnej nocy jednemu z nich nieumyślnie udaje się wyrzucić z ciała swojego ducha, który pod jego nieobecność zostaje opanowany przez złowrogą istotę. Jego partner ma wrażenie, że woła o pomoc i pędzi do jego rezydencji, tylko po to, aby znaleźć go nieobecnego, a miejsce w ruinie. Badacz kontynuuje poszukiwania swojego partnera i dowiaduje się, że popełnił on serię brutalnych incydentów w okolicach Londynu. Szuka pomocy medium, które stwierdza, że jeden z badaczy spadł w dół studni, a następnie został porzucony przez opętanie istoty. Znajdują studnię i ratują go, po czym opowiada on historię swojego opętania.

## Wydania polskie
- Skradzione ciało, wybór nowel, 1927
- Skradzione ciało, 1929, 1930, "Biblioteka romansów i powieści"
- Skradzione ciało oraz inne opowiadania, 2018, Wydawnictwo CM[3]
- w publikacji Opowiadania fantastyczne, tom 1, 2021[4]